# Felice Biella
Felice Biella, o Felicino (Milano, 1702 – 1786), è stato un pittore italiano definito pittore architetto per i suoi tanti lavori di quadraturista.

## Biografia
Sebbene non vi è documentata conferma dei suoi natali milanesi l'essere definito dai suoi coetanei pittor milanese, non porrebbe dubbi circa le sue origini. Certa è anche la sua residenza cittadina nel 1760 in prossimità della parrocchia di San Pietro dell'Orto, chiesa poi scomparsa.
La sua presenza come pittore quadraturista, o come veniva definito pittore architetto è documentata nel territorio lombardo e piemontese dal 1741, quando risulta alle dipendenze di Giuseppe Galli da Bibbiena per l'esecuzione delle affrescature nel santuario dedicato alla Natività di Maria Santissima di Vicoforte, sulla cupola dopo che erano state rimosse quelle di Andrea Pozzo, non è possibile però conoscere quali sono stati i suoi interventi, sicuramente tantissimi ma non documentati. Passando nel 1752 come collaboratore di Mattia Bortoloni ebbe maggior possibilità di realizzare opere di sua ispirazione. Il lavoro al santuario venne dall'artista ultimato il 31 luglio 1752 come riporta la datazione sulla pittura stessa: Die 31 julii 1752 opus completum. Il Biella realizzò anche alcuni affreschi presenti nel presbiterio come risulterebbe dal contratto firmato il 12 dicembre 1748.
Successivi interventi pittorici alla cupola del santuario sono registrati nel 1777, ma di particolare interesse sono i dipinti del refettorio dei monaci eseguiti in periodi differenti. La prima parte sicuramente entro il 19 settembre 1746, quando il santuario fu visitato da Vittorio Amedeo, ed essendo impossibilitato ad ammirare gli affreschi della volta a causa delle impalcature, venne a lui data la possibilità di visionare quelli presenti nel refettorio del monastero. La volta d'ingresso del locale porta la data 1770 come fine dei lavori di affrescatura, a testimonianza che l'artista realizzò questo lavoro a più riprese.
Non vi è documentazione riguardo l'affrescatura della chiesa di Como dedicata a san Paolo, opere che erano state commissionate a Cesare Ligari, ma che risulta abbia poi rinunciato all'incarico.
I lavori dell'artista proseguirono con i due figli: Carlo Giuseppe e Giovanni affrescarono le due cappelle del santuario mariano di Vicoforte dedicate a san Giuseppe e a san Francesco di Sales, vicine all'abside, le cui tribune erano state dipinte dal padre tempo prima, nel biennio 1782-1783. Carlo Giuseppe eseguì anche i lavori di stuccatura e degli altari in marmo, a opera di Antonio Garzia di origini svizzere in qualità di architetto.
Il Biella ricevette sempre elogi e complimenti dai contemporanei riguardo ai suoi lavori. Riuscì a trasformare la sua iniziale forma pittorica plastico-illusionistica ricevuta dalla scuola del Pozzi, a raggiungere una leggerezza di stile, che caratterizzeranno poi Giovanni Battista Longone, e Giuseppe Caduri non vi è però conferma di un loro incontro, con scambi reciprochi.

## Opere
- Affreschi con le immagini dei santi Paola Romana e Girolamo sulla facciata della chiesa dei Santi Pietro e Paolo di Ospedaletto Lodigiano[4]
- Affreschi per la cupola del Santuario di Vicoforte terminati nel 1752
- Quadrature del coro della chiesa lodigiana di Santa Maria della Grazie nel 1759;
- Affrescature per la chiesa di San Bartolomeo di Domaso, con Cesare Ligari, questo lavoro presenta una maggior capacità pittorica, realizzate nel 1768,
- Affreschi del santuario della Consolata di Torino,